# Иаков (Савва)
Епископ Иаков (греч. Επίσκοπος Ιάκωβος, в миру Са́ввас Са́вва греч. Σάββας Σάββα; род. 1963, Ларнака) — архиерей Константинопольского патриархата, епископ Клавдиопольский (с 2021), викарий Фиатирской архиепископии.

## Биография
Родился в 1963 году в Ларнаке, на Кипре.
В 1986 году окончил богословский институт Афинского университета.
16 декабря 1990 года был хиротонисан во диакона, а 8 марта 1992 года — во пресвитера. В течение трёх лет служил сначала в Никольском соборе в Никее, пригороде Афин, а позднее — во Влахернской церкви в Керацини.
В 1993 году был принят в клир Фиатирской архиепископии, где начал своё служение в Ноттингеме и Дерби, в Восточном Мидленде, возглавлял молодёжное движение и с 1997 по 1999 год провёл три молодёжных епархиальных съезда.
С 2000 года служил в греческой церкви святителя Николая в Кардиффе.
16 февраля 2021 года Священным синодом Константинопольского патриархата был избран для рукоположения в сан епископа Клавдиопольского, викария Фиатирской архиепископии.
20 марта 2021 года в церкви Благовещения Пресвятой Богородицы в Лондоне состоялся чин наречения во епископа. 21 марта, в воскресенье Торжества православия, в соборе святого апостола Андрея Первозванного в лондонском районе Кентиш-Таун состоялась его архиерейская хиротония. Хиротонию совершили: архиепископ Фиатирский Никита (Лулиас), митрополит Британский и Ирландский Силуан (Онер) (Антиохийская православная церковь) и архиепископ Дманисский Зинон (Иараджули) (Грузинская православная церковь).